# جون ر. كرافنز
جون ر. كرافنز هو سياسي أمريكي، ولد في 1819 في ماديسون في الولايات المتحدة، وتوفي في 1899. نشط حزبياً في الحزب الجمهوري. وقد انتخب عضو مجلس ولاية إنديانا ‏.